# Melicope vatiana
Melicope vatiana là một loài thực vật có hoa trong họ Cửu lý hương. Loài này được (Setch.) T.G. Hartley mô tả khoa học đầu tiên năm 2001.